# Schwarzes Herz
Schwarzes Herz (również Schwarzer See, pol. Jezioro Czarne) – jezioro śródleśne na wyspie Uznam (Korswandt, Powiat Vorpommern-Greifswald, Meklemburgia-Pomorze Przednie) na terenie Parku Natury Wyspy Uznam, blisko granicy polsko-niemieckiej.

## Charakterystyka
Jezioro jest naturalnym zbiornikiem, pochodzenia polodowcowego na terenie moreny czołowej.

## Historia
Na mapach (Schwedische Landesaufnahme von Vorpommern, Schmettausches Kartenwerk) od 1780 roku i aż do końca XIX wieku występowało jako jedno z Wolgastsee. Od początku XX wieku już jako samodzielne jezioro Schwarzes Herz.
Dopiero 27 listopada 1950 r. zgodę wyraził rząd NRD na przekazanie Polsce ujęcia wody dla miasta Świnoujścia, położonego przy jeziorze Wolgastsee i wytyczeniu tam na nowo granicy państwowej (tzw. Worek 53°54′49,11″N 14°11′11,18″E/53,913642 14,186439). Jezioro Schwarzes Herz znalazło się ok. 180 m od granicy.